# Detlef Rothe

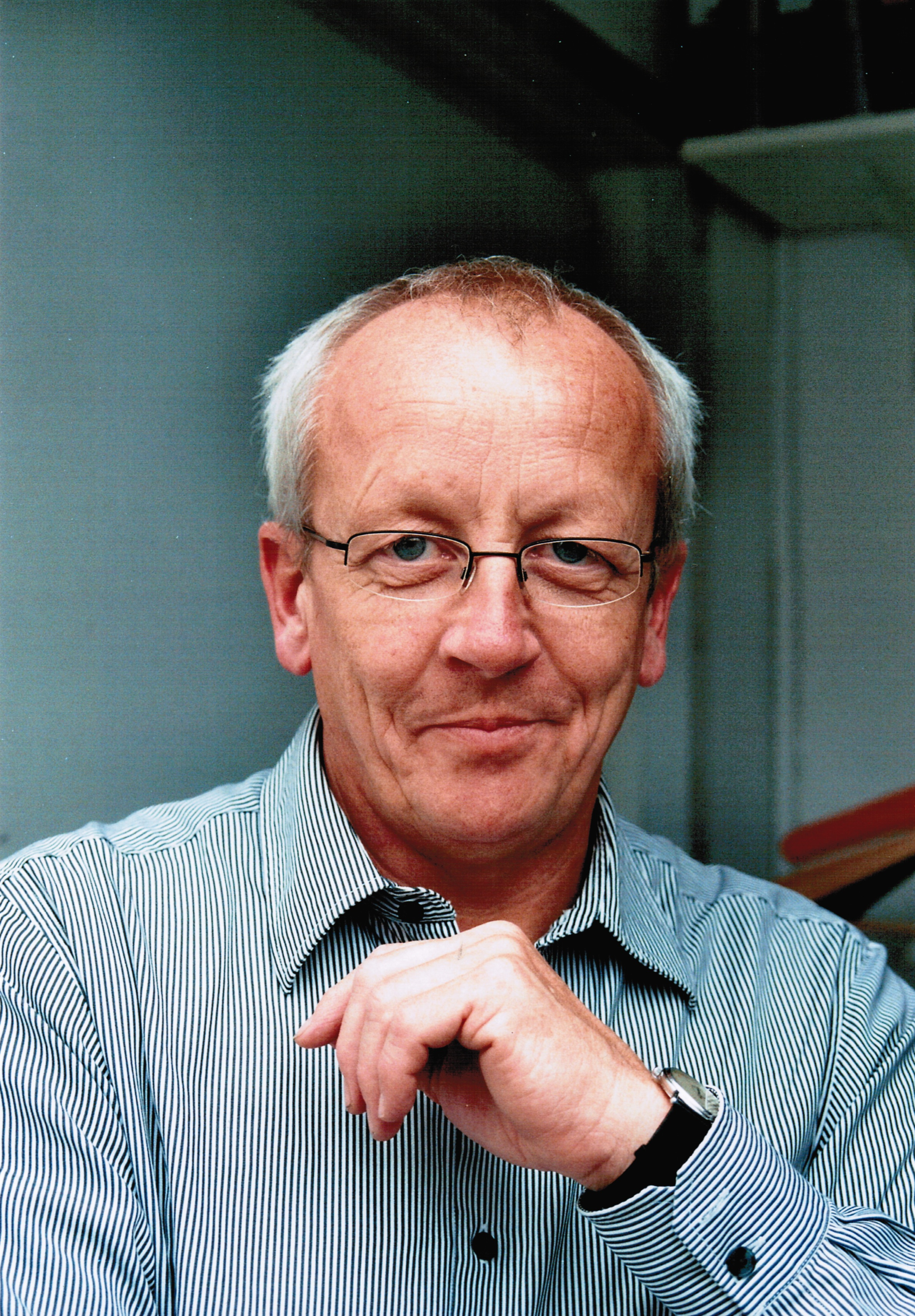
Detlef Rothe

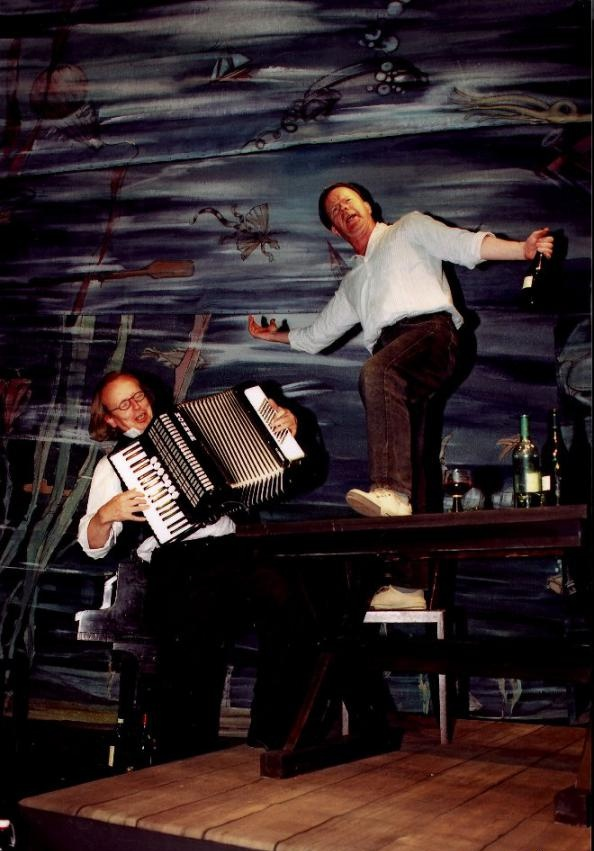
Detlef Rothe und Friedrich-Wilhelm Junge auf dem Dresdner Theaterkahn in „Überall ist Wunderland“, einem Ringelnatz-Programm

Detlef Rothe (* 1954 in Dessau) ist ein deutscher Kabarettist, Musiker und Intendant.

## Leben
Rothe legte 1972 in Halle (Saale) sein Abitur ab. Bereits als Schüler trat er ab 1968 als Pianist und Kabarettist im Amateurkabarett am Klubhaus der Gewerkschaften und einer Band in Halle auf. Von 1972 bis 1974 diente er 18 Monate bei der Nationalen Volksarmee. Ein Jahr davon war er in einem Armee-Singeclub in Berlin.
Zwischen 1974 und 1979 studierte Rothe Mathematik an der Martin-Luther-Universität Halle-Wittenberg und erreichte einen Abschluss als Diplom-Mathematiker. Ab 1979 arbeitete er als Programmierer im Datenverarbeitungszentrum Halle-Neustadt, wo er im Dezember 1983 aus politischen Gründen entlassen wurde.
Von August 1984 bis 1991 war Rothe Musikalischer Leiter der Herkuleskeule, dafür zog er 1986 nach Dresden. Zwischen 1991 und 2006 arbeitete Rothe freischaffend als Kabarettist und Musiker im Kabarett ANTRAK auf STUMPHsinn mit Wolfgang Stumph und Gunter Antrak. In dieser Zeit trat er auch als Darsteller im Fernsehen auf (Salto Postale, Salto Kommunale und andere Sendungen) sowie 1993 im Kinofilm Go Trabi Go 2 – Das war der wilde Osten auf. Daneben schrieb er Kompositionen und Arrangements für mehrere Fernsehproduktionen.
Für verschiedene Theaterstücke und Programme in Dresden erstellte Rothe Kompositionen, Arrangements sowie die musikalischen Einstudierungen. So unter anderem für die Uraufführung Ein deutsches Kind von Georg Kreisler und Edith Piaf: Ich bereue nichts mit Kati Grasse. Seit 1999 tritt Rothe mit dem Programm Schwarze Augen – Eine Nacht im Russenpuff mit Katrin Weber und Tom Pauls auf.
Im Jahr 2000 erhielt Rothe sein erstes Engagement als Musiker, Darsteller und Komponist am Theaterkahn Dresden im Joachim-Ringelnatz-Programm mit Friedrich-Wilhelm Junge. Dort war er auch in verschiedenen Programmen zu sehen, unter anderem mit Peter Bause, Lars Jung und Peter Kube.
Von 2005 bis 2017 Rothe war Intendant und Geschäftsführer des Theaterkahns. Während seiner Amtszeit spielte das Theater, das sich zu fast 90 Prozent aus eigenen Mitteln finanzierte, jährlich circa 300 Vorstellungen und empfing mehr als 40.000 Besucher. In dieser Zeit entstand auch ein neues Design des Theaterkahns.
Seit 2018 ist Rothe im Ruhestand und noch freischaffend künstlerisch tätig, unter anderem mit Katrin Weber und Tom Pauls. Von 2020 bis 2022 war er deutschlandweit als Juror unterwegs für den Monica-Bleibtreu-Preis der Privattheatertage in Hamburg.
Rothe ist seit 1978 verheiratet und hat eine Tochter und zwei Söhne.